# Jeremiah Mason
Jeremiah Mason (Lebanon, 1768. április 27. – Boston, 1848. október 14.) az Amerikai Egyesült Államok szenátora (New Hampshire, 1813–1817).